# Trichaeta hosei
Trichaeta hosei là một loài bướm đêm thuộc phân họ Arctiinae, họ Erebidae.